# Diocesi di Limne
La diocesi di Limne (in latino: Dioecesis Limnensis) è una sede soppressa e sede titolare della Chiesa cattolica.

## Storia
Limne, identificabile con Gaziri nell'odierna Turchia, è un'antica sede episcopale della provincia romana della Pisidia nella diocesi civile di Asia. Faceva parte del patriarcato di Costantinopoli ed era suffraganea dell'arcidiocesi di Antiochia.
La diocesi è documentata nelle Notitiae Episcopatuum del patriarcato di Costantinopoli fino al XII secolo.
Sono sette i vescovi che Le Quien attribuisce a questa diocesi. Uranio partecipò al primo concilio ecumenico celebrato a Nicea nel 325. Fausto prese parte al primo concilio di Costantinopoli nel 381. Musonio intervenne al concilio di Calcedonia nel 451. Castino sottoscrisse nel 458 la lettera dei vescovi della Pisidia all'imperatore Leone I dopo la morte del patriarca Proterio di Alessandria. Patrizio era presente al concilio detto in Trullo nel 692. Arsenio partecipò al concilio di Costantinopoli dell'879-880 che riabilitò il patriarca Fozio di Costantinopoli. Infine Michele prese parte al sinodo convocato dal patriarca Giorgio II il 4 febbraio 1197.
Dal 1933 Limne è annoverata tra le sedi vescovili titolari della Chiesa cattolica; la sede è vacante dal 10 giugno 1968.

## Cronotassi dei vescovi greci
- Uranio † (menzionato nel 325)
- Fausto † (menzionato nel 381)
- Musonio † (menzionato nel 451)
- Castino † (menzionato nel 458)
- Patrizio † (menzionato nel 692)
- Arsenio † (menzionato nell'879)
- Michele † (menzionato nel 1197)

## Cronotassi dei vescovi titolari
- Juan José Aníbal Mena Porta † (25 luglio 1936 - 14 giugno 1941 nominato arcivescovo coadiutore di Asunción)
- André Arcoverde de Albuquerque Cavalcanti † (8 novembre 1941 - 20 giugno 1955 deceduto)
- Francis Anthony Marrocco † (1º dicembre 1955 - 10 giugno 1968 nominato vescovo di Peterborough)